# La signora delle tempeste
La signora delle tempeste (Stormqueen!) è un romanzo del 1978) di fantascienza e fantasy scritto da Marion Zimmer Bradley. È uno dei romanzi più famosi e tradotti del ciclo cui appartiene, il Ciclo di Darkover.
È stato pubblicato per la prima volta in italiano nel 1989.

## Ambientazione
Il romanzo si svolge sul pianeta Darkover, nel periodo denominato Età del Caos, caratterizzato da continui conflitti fra i reami feudali retti da Nobili dotati di capacità straordinarie, i Poteri, e dalla massima espansione dell'influenza dei Sapienti. Costoro, rinchiusi nelle loro Torri, coltivano una conoscenza in bilico fra magia e scienza, sviluppando nuove armi e tecniche di combattimento sempre più distruttive. Sotto la loro guida i Nobili creano con intrecci genetici bambini dalle doti straordinarie e creature a volte mostruose. Grazie alle tecnologia delle pietre matrici, gemme che esaltano i poteri mentali dei Nobili, vengono combattute guerre magiche senza precedenti nella storia del pianeta.

## Trama
Nel feudo di Aldaran la bellissima Aliciana, concubina del signore locale Mikhail, muore dando alla luce una bambina, a cui viene dato il nome di Dorilys. Destinata per una maledizione che viene gettata sul padre a diventare l'unica sua erede, mostra fin dalla nascita di possedere il Potere della casata di origine della madre, i Rockraven: il controllo degli elementi atmosferici. Anche il suo giovane fratellastro Donal possiede una frazione di quel Potere, che usa per aiutarsi nel volo con gli alianti.
Undici anni dopo Allart Hastur, figlio cadetto del signore di Elhalyn, è costretto a lasciare il convento di Nevarsin, dove si era rifugiato per imparare a gestire il proprio Potere. La capacità di precognizione che caratterizza la sua linea familiare ha assunto nella sua mente una forma estrema, che solo anni di addestramento spirituale gli hanno permesso di tenere a bada. La sua decisione di non farsi più coinvolgere nei disegni dei casati nobiliari deve però cedere alla chiamata del padre, giunto personalmente a richiedere aiuto, dato l'attuale situazione di conflitto con un clan rivale. Nel viaggio vengono attaccati, e solo la prontezza di spirito del giovane li salva da una morte orribile. Ma la prova è eccessiva per il cuore dell'anziano genitore, e così il titolo di Signore di Elhalyn passa al fratello maggiore, Damon-Rafael, le cui mire spaventano Allart, ma a cui è comunque costretto a giurare fedeltà. Così come deve cedere al proprio matrimonio combinato da tempo con Cassandra Aillard, scelta per dargli figli geneticamente predisposti a sviluppare il Potere. Ma il giovane è deciso a ribellarsi almeno contro questo abominio, e riesce a convincere la giovane moglie a non consumare il matrimonio, malgrado l'attrazione reciproca, preludio di un sentimento più profondo. Per evitare problemi decidono di spostarsi in una delle Torri dei Sapienti, evitando così la possibile interferenza delle rispettive famiglie.
Ad Aldaran nel frattempo viene organizzato il fidanzamento di Dorilys con il cugino Darren, figlio del Signore di Scathfel, allo scopo di rinsaldare i legami tra i due territori confinanti. Malgrado la vigilanza di Donal, durante la cerimonia ufficiale il promesso sposo, su consiglio del padre che vuole stringere i tempi per arrivare al matrimonio, cerca di sedurre con la forza la fanciulla, che reagisce liberando il suo Potere, di cui perde il controllo, uccidendo il giovane. Le conseguenze sono una dichiarazione di feroce ostilità tra i Signori dei due feudi, e la consapevolezza per Mikhail della necessità di trovare qualcuno in grado di aiutare la figlia a gestire il suo Potere. A questo scopo decide di inviare Donal presso la Torre più rinomata, ad Hali.
Qui Allart e Cassandra stanno raffinando le capacità di controllo dei loro Poteri, ma lo stato di tensione causato dalla loro situazione non passa inosservato. Dopo un tentativo di suicidio della giovane, sempre più infelice, Allart cede alla passione reciproca ed alla consapevolezza di ricambiare il suo amore. Poco dopo viene però inviato ad Aldaran in missione diplomatica dal fratello in compagnia di Renata Leynier, una Sapiente giovane ma esperta, per rispondere alla richiesta di aiuto inviata da Mikhail. Raggiunto il castello di Alderan i due si ambientano velocemente, imparando ad apprezzare il valore di Donal, e scoprendo le temibili capacità di Dorilys, e quanto sia difficile controllarne il carattere viziato e volubile. Un poco alla volta, gli insegnamenti di Renata ottengono i primi risultati; inoltre l'amicizia tra la Sapiente e Donal si trasforma in amore, legando i due giovani in un rapporto profondo, che preferiscono tenere celato, confidandosi solo al comune amico Allart. Ma la tranquillità viene interrotta dall'arrivo della richiesta imperiosa del Signore di Scathfell, che pretende l'adozione di un proprio figlio da parte di Mikhail, allo scopo di fargli ereditare il feudo, alla quale il Signore di Alderan decide di contrapporre un proprio disegno: unire in matrimonio Dorilys a Donal, nella speranza che un loro figlio diventi il nuovo erede. Questo getta nello sconforto Donal e Renata, cancellando le loro speranze di poter legittimare la loro unione. Nel frattempo Allart, usando il suo Potere, capisce di essere diventato un ostacolo ai disegni del fratello, avendo quest'ultimo perso la moglie e desiderando sostituirla con Cassandra per motivi di convenienza. Col permesso del Signore di cui è ospite e con l'aiuto dei Sapienti delle Torri riesce a far teleportare la moglie ad Aldaran, scatenando l'ira del fratello.
Dopo il triste matrimonio tra Donal e Dorilys, la fanciulla raggiunge l'epoca della maturazione, offrendo nuove manifestazioni del proprio Potere, e della sua scarsa capacità di controllarlo. Con l'arrivo della stagione favorevole, inizia l'assedio al castello degli Aldaran, portato congiuntamente dalle forze di Scathfell e di Elhalyn, i quali utilizzano senza scrupolo le tecniche e le armi dei Sapienti. Con il susseguirsi degli attacchi, sempre più pericolosi e difficili da contrastare, si mostra l'utilità del Potere di Dorilys, in più momenti decisivo per rovesciare situazioni disperate. Fino a quando il rischio di veder crollare il castello dissipa ogni cautela anche nel Signore di Aldaran, che lascia libera la figlia di scatenare tutto il suo Potere, ed il campo avversario viene completamente devastato da una terrificante tempesta, costringendo gli attaccanti alla resa. Nel successivo incontro per stabilire le condizioni della resa, il Signore di Scathfell, inizialmente rassegnato, piuttosto che sottomettersi alle richieste tenta di uccidere a tradimento Donal e Dorilys, che reagisce uccidendolo con il fulmine. Allart a sua volta decide di accettare la richiesta di colloquio del fratello, pur conscio del pericolo, ma grazie al controllo del Potere riesce a fermarlo prima di venire colpito, e dopo avergli mostrato il futuro di tirannide che avrebbe comportato il suo regno, Damon-Rafael rivolge il coltello destinato al fratello verso se stesso, uccidendosi. Nei successivi festeggiamenti per la vittoria, Dorilys, ancora provata dalla manifestazione del Potere, venendo improvvisamente a conoscenza del figlio che Renata aspetta da Donal, le scatena contro la forza del fulmine, che però colpisce Donal, interpostosi a salvare l'amata, uccidendolo. Perso definitivamente il controllo del proprio potere, viene fatta addormentare, e nel successivo viaggio di Renata nel mondo mentale per contattare altri Sapienti sul da farsi, Dorilys le compare davanti, consigliandole di sigillare perennemente il suo corpo e la sua mente con le matrici. Così viene fatto, e per dare un erede al regno, il Signore di Aldaran decide di sposare Renata, per riconoscere come proprio il figlio di Donal. Il finale vede Allart e Cassandra tornare verso casa portando con loro il corpo di Dorilys, consci delle difficoltà che li attende: un trono non voluto ma che dovranno imparare a gestire, per il bene di tutti.

## Edizioni
- Marion Zimmer Bradley, La signora delle tempeste, traduzione di Riccardo Valla, collana Teadue, TEA, 1989,  pp. 410, cap. 30, ISBN 88-7818-680-5.